# Carmen Peñalver
Pour les articles homonymes, voir Penalver.
Carmen Purificación Peñalver Pérez, née à Jaén le 20 septembre 1961 est une femme politique espagnole du Parti socialiste ouvrier espagnol, anciennement maire de Jaén.

## Biographie
Née dans un bâtiment aujourd'hui devenu le siège municipal du syndicat communiste des Commissions ouvrières (CCOO), elle est la fille de vendeurs réputés de farces et attrapes de Jaén.
Elle est titulaire d'un diplôme de professeure en sciences humaines, et a commencé à travailler au Musée de Jaén, où elle faisait partie d'une équipe chargée de rapprocher le musée des enfants et des adolescents.
Plus tard, elle a travaillé au Centre de jour des enfants de Martos, puis au Centre de protection des mineurs de Linares.
Elle a également été déléguée aux Affaires sociales de la Junte d'Andalousie dans la province de Jaén entre 1998 et 2000.
Mariée, elle est mère de deux enfants.

## Vie politique
Elle adhère au PSOE en 1984, et est élue au conseil municipal de Jaén dès 1987. Quatre ans plus tard, en 1991, elle est nommée conseillère déléguée aux Affaires sociales et adjointe au maire chargée du Bien-être social, de la Santé, du Sport et de la Consommation.
Elle perd son poste à la suite de la victoire du Parti populaire aux élections municipales du 28 mai 1995.
Le 12 mars 2000, elle est élue députée de la province de Jaén au Parlement d'Andalousie. Réélue lors du scrutin du 14 mars 2004, elle a notamment été membre de la Députation permanente entre 2004 et 2007.
Désignée tête de liste du PSOE pour les élections municipales du 27 mai 2007, elle obtient 12 sièges sur 27 au conseil municipal, soit un de mois que le Parti populaire. Carmen Peñalver forme alors une coalition avec les deux élus de la Gauche unie et est élue maire de la ville. Elle choisit de démissionner de son mandat parlementaire au début du mois de septembre suivant et est remplacée par Felipe Sicilia.
Elle a par ailleurs été secrétaire à la Politique municipale de la section socialiste de Jaén de 1998 à 2000, puis de la commission exécutive provinciale de Jaén entre 2000 et 2004, et enfin de la commission exécutive régionale d'Andalousie de 2004 à 2007. Elle a été secrétaire générale de la section de Jaén depuis 2004.
Le 11 juin 2011, à la suite de la victoire du PP, José Enrique Fernández de Moya lui succède à la mairie.